# Yūichi Komano
Yuichi Komano (em japonês 駒野友一, Komano Yuuichi; Wakayama, 25 de Junho de 1981) é um futebolista japonês. Joga na posição de lateral-direito. Atualmente defende o FC Imabari.

## Carreira

### Sanfrecce
De 2000 até 2007 jogou na equipa da J-league Sanfrecce Hiroshima, e mudou em 2008, para o Jubilo Iwata.

### Avispa Fukuoka
Desde 2017, atua no Avispa Fukuoka.

## Seleção
Fez parte da Selecção Olímpica de Futebol do Japão em Atenas 2004.
Komano também participou da Copa do Mundo 2006 na Alemanha, chegando até a participar do jogo de estréia do Japão, contra a Austrália, entrando no decorrer do jogo, quando Akira Kaji se lesionou.
Na copa do mundo de 2010 na África do Sul, Komano foi o terceiro cobrador na decisão por pênaltis, e o unico a errar, entrando para a historia da nação.